# Walentina Pejtschinowa
Walentina Pejtschinowa (auch Valentina Peychinova geschrieben, bulgarisch Валентина Пейчинова; * 24. April 1977 in Samokow) ist eine ehemalige bulgarische Biathletin.
Walentina Pejtschinowa begann 1988 mit dem Biathlonsport. Sie gab als 17-Jährige zum Auftakt der Saison 1994/95 ihr Debüt im Biathlon-Weltcup und wurde in ihrem ersten Einzel in Bad Gastein 57. Es war zugleich ihr bestes Resultat im Weltcup, in dem sie unregelmäßig bis zum Beginn der Saison 1998/99 startete. Höhepunkt ihrer Karriere wurde die Teilnahme an den Olympischen Winterspielen 1998 in Nagano. Bei den Spielen in Japan wurde Pejtschinowa an der Seite von Radka Popowa, Olympiasiegerin Ekaterina Dafowska und Pawlina Filipowa als Schlussläuferin im Staffelrennen eingesetzt und wurde 16.

## Weltcup-Platzierungen
Die Tabelle zeigt alle Platzierungen (je nach Austragungsjahr einschließlich Olympische Spiele und Weltmeisterschaften).
- 1.–3. Platz: Anzahl der Podiumsplatzierungen
- Top 10: Anzahl der Platzierungen unter den ersten zehn (einschließlich Podium)
- Punkteränge: Anzahl der Platzierungen innerhalb der Punkteränge (einschließlich Podium und Top 10)
- Starts: Anzahl gelaufener Rennen in der jeweiligen Disziplin

| Platzierung                                                             | Einzel | Sprint | Verfolgung | Massenstart | Team | Staffel | Gesamt |
| ----------------------------------------------------------------------- | ------ | ------ | ---------- | ----------- | ---- | ------- | ------ |
| 1. Platz                                                                |        |        |            |             |      |         |        |
| 2. Platz                                                                |        |        |            |             |      |         |        |
| 3. Platz                                                                |        |        |            |             |      |         |        |
| Top 10                                                                  |        |        |            |             |      |         |        |
| Punkteränge                                                             |        |        |            |             |      | 1       | 1      |
| Starts                                                                  | 3      | 8      |            |             |      | 2       | 13     |
| Stand: Karriereende, einschließlich WM und Olympia, Daten wohl komplett |        |        |            |             |      |         |        |